# Longmen (köpinghuvudort i Kina, Hunan Sheng, lat 28,81, long 114,05)
Longmen är en köpinghuvudort i Kina. Den ligger i provinsen Hunan, i den södra delen av landet, omkring 130 kilometer nordost om provinshuvudstaden Changsha. Antalet invånare är 32 763. Befolkningen består av 15 587 kvinnor och 17 176 män. Barn under 15 år utgör 23,0 %, vuxna 15-64 år 65 %, och äldre över 65 år 10,0 %.
Runt Longmen är det ganska tätbefolkat, med 75 invånare per kvadratkilometer. Longmen är det största samhället i trakten. I omgivningarna runt Longmen växer i huvudsak blandskog.
Genomsnittlig årsnederbörd är 2 289 millimeter. Den regnigaste månaden är maj, med i genomsnitt 385 mm nederbörd, och den torraste är oktober, med 57 mm nederbörd.